# Parc Torre del Sol
Parc Torre del Sol är en park i Spanien.   Den ligger i provinsen Província de Barcelona och regionen Katalonien, i den östra delen av landet, 500 km öster om huvudstaden Madrid. Parc Torre del Sol ligger 46 meter över havet.
Terrängen runt Parc Torre del Sol är kuperad åt nordväst, men åt sydost är den platt.  Närmaste större samhälle är Barcelona, 10,8 km öster om Parc Torre del Sol. Runt Parc Torre del Sol är det i huvudsak tätbebyggt.